# Équipe de Nouvelle-Calédonie des moins de 17 ans de football
Maillots
L'équipe de Nouvelle-Calédonie des moins de 17 ans est une sélection de joueurs de moins de 17 ans au début des deux années de compétition placée sous la responsabilité de la Fédération de Nouvelle-Calédonie de football. Elle fut une fois finaliste du Tournoi qualificatif de l'OFC des moins de 17 ans (2003) et trois fois finaliste du Championnat d'Océanie de football des moins de 17 ans (2013, 2017 et 2023).

## Parcours en Championnat d’Océanie
- 1983 : 4e
- 1986 : Non inscrit
- 1989 : Non inscrit
- 1991 : Non inscrit
- 1993 : Non inscrit
- 1995 : Non inscrit
- 1997 : Non inscrit
- 1999 : 4e
- 2001 : Forfait
- 2003 :  Deuxième
- 2005 : 4e
- 2007 : 4e
- 2009 :  3e
- 2011 : 1er tour
- 2013 :  Deuxième
- 2015 : 4e
- 2017 :  Deuxième
- 2018 : 1er tour
- 2023 :  Deuxième

## Parcours en coupe du monde
| - 1985 : Non qualifiée - 1987 : Non qualifiée - 1989 : Non qualifiée - 1991 : Non qualifiée - 1993 : Non qualifiée - 1995 : Non qualifiée - 1997 : Non qualifiée - 1999 : Non qualifiée - 2001 : Non qualifiée - 2003 : Non qualifiée |  | - 2005 : Non qualifiée - 2007 : Non qualifiée - 2009 : Non qualifiée - 2011 : Non qualifiée - 2013 : Non qualifiée - 2015 : Non qualifiée - 2017 : 1er tour - 2019 : Non qualifiée - 2023 : Qualifiée |